# Il yacht misterioso
Il yacht misterioso è un film muto italiano del 1915 diretto da Adelardo Fernández Arias e Marcel Fabre. È l'ultimo film italiano di Fabre prima di emigrare negli USA.